# 朝見優香
朝見 優香（あさみ ゆうか、1975年12月6日 - ）は、日本の女優。大阪府出身。
血液型はA型。身長160cm。旧芸名は辻本 牧子（1994年まで）。
所属事務所であった株式会社キューブを退いてからも、2010年には劇団カシラ→007☆STARSの公演に、
2015年には小坂明子とANZAが主催したライブに出演している。

## 出演

### テレビ
- 火曜サスペンス劇場 「京都大石殺人街道」（日本テレビ）
- 火曜サスペンス劇場 「京都氷室殺人街道」（日本テレビ）
- 学校の怪談 「私のジュリエット」（関西テレビ放送）
- 甘辛しゃん（NHK）
- 新・部長刑事アーバンポリス24（朝日放送）
- はみだし刑事情熱系（テレビ朝日）
- たかじん胸いっぱい（関西テレビ放送）

### 舞台
- ミュージカル 『美少女戦士セーラームーン』（1999年5月 - 2002年9月、サンシャイン劇場 他） - 海王みちる / セーラーネプチューン 役    ※6代目
- ミュージカル 『美少女戦士セーラームーン』スターライツ・流星伝説（2003年7月 - 9月、サンシャイン劇場 他） - ジェダイト / J・台東 役  ※2代目
- 音楽劇『赤毛のアン』（2002年10月、東京国際フォーラム） - アン（大人時代） 役
- 『コーヒーはブラックで!?』（2010年11月、雲州堂）